# Duque de Montrose
O título de Duque de Montrose (em homenagem a Montrose, Angus) foi criado duas vezes no pariato da Escócia, a primeira vez em 1488 para David Lindsay, 5.º Conde de Crawford. Ele foi extinto e depois voltou, mas apenas para o período de vida do titular. Assim, não foi herdado.
O título foi concedido de novo em 1707, novamente no pariato da Escócia, ao 4.º Marquês de Montrose, e desde então tem estado na família Graham. O título também está ligado como a chefia do Clã Graham.

## Títulos subsidiários
Os títulos subsidiários do duque são: 
- Marquês de Montrose (criado em 1644);
- Marquês de Graham e Buchanan (1707);
- Conde de Montrose(1503);
- Conde de Kincardine (1644 e 1707);
- Conde Graham de Belford (1722);
- Visconde Dundaff (1707);
- Lord Graham (1445)[1];
- Lord Aberruthven, Mugdock e Fintrie (1707);
- Barão Graham de Belford (1722).

Os títulos Conde e Barão Graham de Belford estão no pariato da Grã-Bretanha, o resto são no pariato da Escócia. 

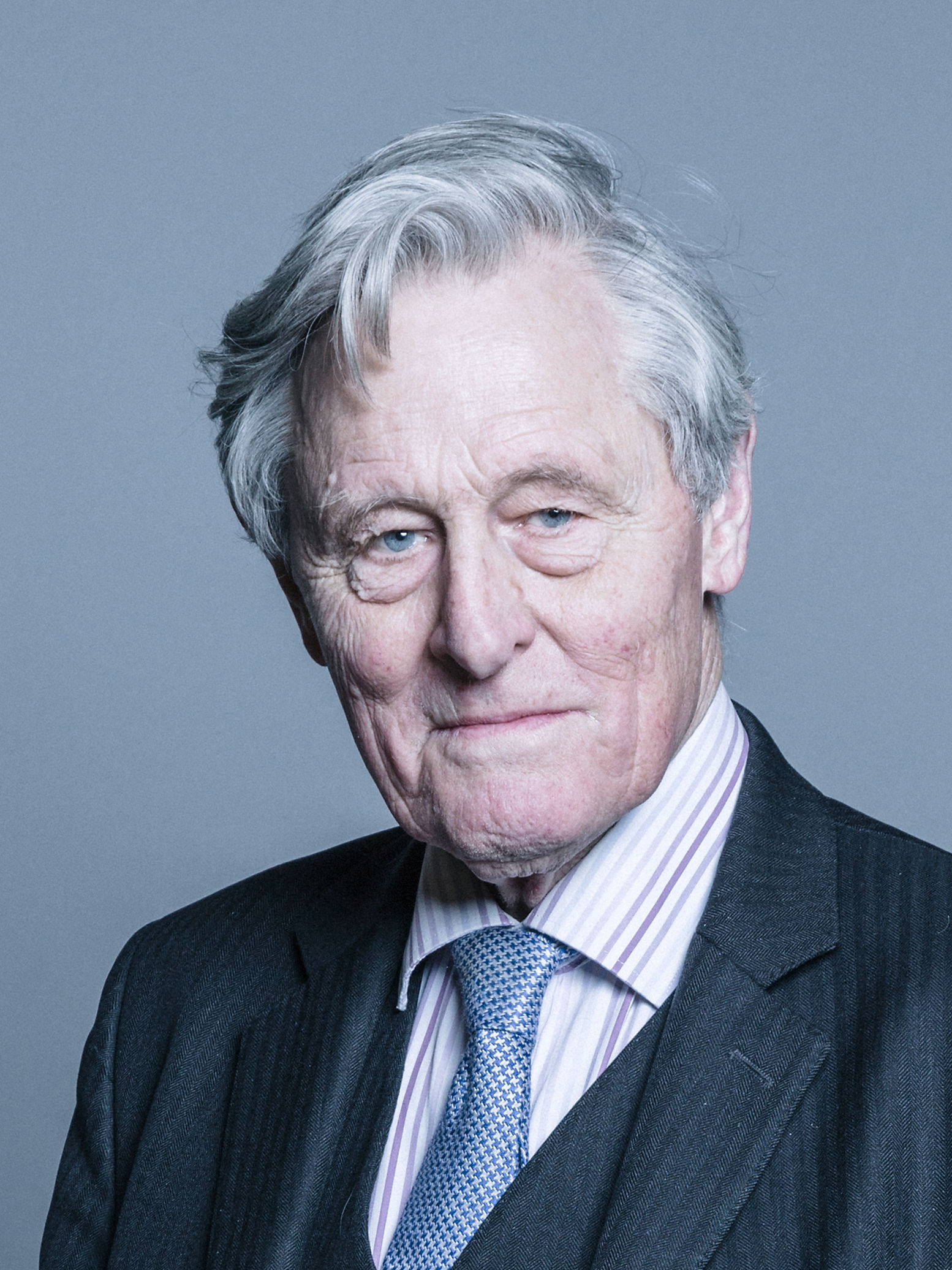
James Graham, 8.º Duque de Montrose, o atual Duque.

O filho mais velho do Duque usa o título de cortesia Marquês de Graham e Buchanan.

## Lords Graham (1445)
- Patrick Graham, 1.º Lord Graham (d. c. 1466), era bisneto de Roberto III
- William Graham, 2.º Lord Graham (d. 1472)
- William Graham, 3.º Lord Graham (1464–1513)

## Duques de Montrose, primeira criação (1488)
- David Lindsay, 1.º Duque de Montrose (1440–1495)

Brasão de Armas de Sua Graça o Duque de Montrose

## Condes de Montrose (1503)
- William Graham, 1.º Conde de Montrose (1464–1513)
- William Graham, 2.º Conde de Montrose (1492–1571)
  - Robert Graham, Mestre de Montrose (d. 1547)
- John Graham, 3.º Conde de Montrose (1548–1608)
- John Graham, 4.º Conde de Montrose (1573–1626)
- James Graham, 5.º Conde de Montrose (1612–1650)

## Marqueses de Montrose (1644)
- James Graham, 1.º Marquês de Montrose (1612–1650)
  - John Graham, Conde de Kincardine (1630–1645)
- James Graham, 2.º Marquês de Montrose (1633–1669)
- James Graham, 3.º Marquês de Montrose (1657–1684)
- James Graham, 4.º Marquês de Montrose  (1682–1742)
  - James Graham, Conde de Kincardine (1703), morreu na infância.

## Duques de Montrose, segunda criação (1707)
| # | Nome                                  | Período de Vida | Esposas                    | Notas                                    |
| - | ------------------------------------- | --------------- | -------------------------- | ---------------------------------------- |
| 1 | James Graham, 1.º Duque de Montrose   | 1682–1742       | Christian Carnegie         | Primeiro duque                           |
| 2 | William Graham, 2.º Duque de Montrose | 1712–1790       | Lucy Manners               | Sétimo filho do 1.º Duque                |
| 3 | James Graham, 3.º Duque de Montrose   | 1755–1836       | (1) Jemima Ashburnham      | Único filho do 2.º Duque                 |
| 3 | James Graham, 3.º Duque de Montrose   | 1755–1836       | (2) Caroline Montagu       | Único filho do 2.º Duque                 |
| 4 | James Graham, 4.º Duque de Montrose   | 1799–1874       | Caroline Horsley-Beresford | Segundo filho do 3.º Duque               |
| 5 | Douglas Graham, 5.º Duque de Montrose | 1852–1925       | Violet Graham              | Terceiro e mais novo filho do 4.º Duque  |
| 6 | James Graham, 6.º Duque de Montrose   | 1878–1954       | Mary Douglas-Hamilton      | Filho mais velho do 5.º Duque            |
| 7 | Angus Graham, 7.º Duque de Montrose   | 1907–1992       | (1) Isabel Sellar          | Filho mais velho do 6.º Duque            |
| 7 | Angus Graham, 7.º Duque de Montrose   | 1907–1992       | (2) Susan Semple           | Filho mais velho do 6.º Duque            |
| 8 | James Graham, 8.º Duque de Montrose   | 1935–Presente   | Catherine Young            | Filho mais velho do 7.º Duque Incumbente |

## Linha de sucessão atual
- James Graham, 1.º Duque de Montrose (1682–1742)
  - William Graham, 2.º Duque de Montrose (1712–1790)
    - James Graham, 3.º Duque de Montrose (1755–1836)
      - James Graham, Conde de Kincardine (1786–1787)
      - James Graham, 4.º Duque de Montrose (1799–1874)
        - James Graham, Marquês de Graham (1845–1846)
        - James Graham, Marquês de Graham (1847–1872)
        - Douglas Graham, 5.º Duque de Montrose (1852–1925)
          - James Graham, 6.º Duque de Montrose (1878–1954)
            - Angus Graham, 7.º Duque de Montrose (1907–1992)
              - James Graham, 8.º Duque de Montrose (* 1935)
                - (1) James Graham, Marquês de Graham (* 1973)
                - (2) Ronald John Christopher Graham * (1975)
                  - 2 Filhos